# Michel Fabre (philosophe)
Pour les articles homonymes, voir Michel Fabre et Fabre.
 (septembre 2022).
La mise en forme du texte ne suit pas les recommandations de Wikipédia : il faut le « wikifier ».
Les points d'amélioration suivants sont les cas les plus fréquents. Le détail des points à revoir est peut-être précisé sur la page de discussion.
- Les titres sont pré-formatés par le logiciel. Ils ne sont ni en capitales, ni en gras.
- Le texte ne doit pas être écrit en capitales (les noms de famille non plus), ni en gras, ni en italique, ni en « petit »…
- Le gras n'est utilisé que pour surligner le titre de l'article dans l'introduction, une seule fois.
- L'italique est rarement utilisé : mots en langue étrangère, titres d'œuvres, noms de bateaux, etc.
- Les citations ne sont pas en italique mais en corps de texte normal. Elles sont entourées par des guillemets français : « et ».
- Les listes à puces sont à éviter, des paragraphes rédigés étant largement préférés. Les tableaux sont à réserver à la présentation de données structurées (résultats, etc.).
- Les appels de note de bas de page (petits chiffres en exposant, introduits par l'outil «  Source ») sont à placer entre la fin de phrase et le point final[comme ça].
- Les liens internes (vers d'autres articles de Wikipédia) sont à choisir avec parcimonie. Créez des liens vers des articles approfondissant le sujet. Les termes génériques sans rapport avec le sujet sont à éviter, ainsi que les répétitions de liens vers un même terme.
- Les liens externes sont à placer uniquement dans une section « Liens externes », à la fin de l'article. Ces liens sont à choisir avec parcimonie suivant les règles définies. Si un lien sert de source à l'article, son insertion dans le texte est à faire par les notes de bas de page.
- La présentation des références doit suivre les conventions bibliographiques. Il est recommandé d'utiliser les modèles {{Ouvrage}}, {{Chapitre}}, {{Article}}, {{Lien web}} et/ou {{Bibliographie}}. Le mode d'édition visuel peut mettre en forme automatiquement les références.
- Insérer une infobox (cadre d'informations à droite) n'est pas obligatoire pour parachever la mise en page.

Pour une aide détaillée, merci de consulter Aide:Wikification.
Si vous pensez que ces points ont été résolus, vous pouvez retirer ce bandeau et améliorer la mise en forme d'un autre article.
Michel Fabre, né en 1948 au Vigan (Gard), est un philosophe français, professeur émérite de  l'université de Nantes, spécialiste de philosophie de l'éducation.

## Biographie
Après des études de philosophie à l'Université de Bordeaux puis à l'Université de Montpellier, Michel Fabre obtient l’agrégation de philosophie en 1973, puis entame un deuxième cursus en sciences de l’éducation à l’université de Caen et soutient, en 1986, sous la direction de Jean Guglielmi, une thèse de doctorat intitulée L’enfant et les fables. Jalons pour une pédagogie du récit exemplaire.
Après avoir enseigné au lycée et à l'École normale primaire de la Manche, il est nommé maître de conférences  en sciences de l'éducation à l'Université de Caen en 1990. Il est élu  professeur des universités à l’Université de Nantes, en 1996 et occupe ce poste jusqu'à sa retraite en 2013.

## Orientations des recherches
Les recherches de Michel Fabre concernent la philosophie de l’éducation et l’épistémologie des savoirs scolaires.
Ses travaux épistémologiques concernent la problématisation des savoirs scolaires. Il s’agit d’une approche critique visant l’enseignement de savoirs déconnectés des problèmes dont ils constituent les réponses et qui leur donnent sens, ce qui appelle en retour la définition d’une pédagogie du problème. D’où l’élaboration d’un modèle de problématisation pour les apprentissages appelé « losange de la problématisation » qui articule une dimension horizontale (position, construction, résolution) et une dimension verticale (données, conditions) dans un cadre qui définit à la fois le paradigme de rationalité et le contexte social, voire institutionnel de la démarche. Ainsi, dans l’enquête policière, qui sert d'exemple, les données (traces, témoignages) que le questionnement construit ne deviennent signifiantes et pertinentes qu’en satisfaisant aux conditions de l’enquête (recherche d’alibi, de mobile, de preuve matérielle, d’aveu) ceci dans un cadre qui est celui de l’enquête scientifique moderne dans l’institution judiciaire et non dans celui de l’Inquisition ou du procès révolutionnaire. C’est ce modèle de l’enquête qui est mobilisé pour penser les apprentissages scientifiques, la lecture et également dans l'analyse des pratiques d’éducation ou d’enseignement. Pour l'élaboration de ce modèle, Michel Fabre s’inspire du pragmatisme de John Dewey, du rationalisme de Gaston Bachelard, ainsi que des problématologies de Gilles Deleuze et de Michel Meyer.
Ces travaux épistémologiques débouchent sur une approche philosophique d’ensemble. Le monde contemporain y est conçu comme « problématique ». Il est marqué par une incertitude épistémologique comme en témoignent la mise en cause de la rationalité, des autorités scientifiques et les libertés prises avec la vérité factuelle. La culture, l’éducation, l’éthique et la politique souffrent d’un manque de repères ou – ce qui revient au même - d’une prolifération de repères en tensions. Michel Fabre cherche à répondre à ces défis en mobilisant la pensée de Hans Jonas. Dans ses derniers travaux, il tente de définir une éducation au politique qui ouvre aux élèves, futurs citoyens, la compréhension des problèmes pernicieux (wicked problems) dans le contexte de l’anthropocène. Ces problèmes socio-politiques pernicieux  (aménagement du territoire, réforme sociale, etc.) ou super-pernicieux (transition climatique, gestion des pandémies, etc.) se caractérisent par cinq traits : 1) polysémie (le problème est construit différemment selon les acteurs) ; 2) conflictualité (il donne lieu à des controverses) ; 3) complexité (il se compose de sous-problèmes en interaction avec des boucles de régulation positives ou négatives) ; 4) spatio-temporalité critique (il ignore la distinction du local et du global, il est soumis à l’urgence, à l’irréversibilité) ; 5) ouverture (il n’a pas de véritable solution, seulement des issues partielles et provisoires). L’éducation au politique vise la formation d’un citoyen capable de se confronter à ces problèmes.

## Publications
- L'enfant et les fables, Paris, PUF, 1989
- Penser la formation, Paris, PUF, 1994 et Fabert, 2006 ; 274 p.[11].
- Bachelard éducateur, Paris, PUF, 1995, 186 p.[12].
- Situations-problèmes et savoir scolaire, Paris, PUF, 1999
- Philosophie et pédagogie du problème, Paris, Vrin, 2009[13].
- Éduquer pour un monde problématique, Paris, PUF, 2011.
- Éducation et Humanisme : Lecture de John Dewey, Paris, Vrin, 2015[14].
- Fabre, Michel & Gohier, Christiane (éd.).(2015). Les valeurs éducatives au risque du néo-libéralisme[15].
- Le sens du problème : problématiser à l’école. Bruxelles, De Boeck, 2016
- Qu’est-ce que problématiser ? Paris, Vrin, coll. « qu’est-ce que ? », 2017[16].
- Fleury, B. & Fabre, M. Peut-on enseigner autrement ? Une expérience de formation d’enseignants. Paris, L’Harmattan, 2017
- Éducation et (post-vérité). L’épreuve des faits. Paris, Hermann, 2019
- Michel Fabre et Céline Chauvigné (dir.), L’éducation et les Lumières. Enjeux philosophiques et didactiques contemporains, Dijon, Éditions Raison et Passions, 2020, 281 p. (ISBN 978-2-917645-75-8)[17],[18].
- Fabre, M. et Husser, A-C. (dir.), Éducation et frontières, PURH, 2020, 282 p. (ISBN 979-10-240-1438-8)[19].
- Un avenir problématique. Éducation et responsabilité d’après Hans Jonas. Dijon, Raison et Passions, 2021  Michel Fabre étudie l'oeuvre de Jonas et en particulier la question de savoir si la transformation de notre société doit résulter de concertations ou de décisions autoritaires[20].
- L’éducation au politique. Les problèmes pernicieux. Londres, ISTE Éditions, 2022[21].
- L'enquête et le sens. Littérature et questionnement, Paris, L'Harmattan, 2023.
- Problématisation et savoir scolaire, Paris, L'Harmattan, 2024.ISBN : 978-2336472614.
- Michel Fabre et Céline Chauvigné, Vous avez dit écocitoenneté ? Repères pour une éducation au politique, Bordeaux, Le Bord de l'eau.  (ISBN 9782385191238)